# Slika Božjeg milosrđa
Slika Božjeg milosrđa prikaz je Isusa Krista koji se temelji na pobožnosti Božjem milosrđu.
"Obećavam da duša koja će štovati ovu sliku neće propasti", rekao je Isus sv. Faustini Kowalskoj, prema njezinom Dnevniku, koji je Katolička Crkva proučavala i potvrdila tijekom nekoliko desetljeća. "Također obećavam pobjedu nad neprijateljima koji su već ovdje na zemlji, posebno u času smrti. Sam ću je braniti kao svoju vlastitu slavu." (Dnevnik 48)
U većini inačica prikazano je kako Isus podiže desnu ruku u blagoslov i pokazuje lijevom rukom na Presveto Srce iz kojeg proizlaze dvije zrake: jedna crvena i bijela. Prikaz sadrži poruku "Isuse, uzdam se u tebe" (poljski: Jezu ufam Tobie). Zrake koje istječu imaju simbolična značenja: crvena za krv Isusovu (što je Život duša) i bijela za vodu (koja opravdava duše) (Dnevnik 299). Cijela slika simbol je dobročinstva, praštanja i Božje ljubavi, koja se naziva "Izvor milosrđa". Prema Faustininom dnevniku, slika se temelji na njezinoj viziji Isusa iz 1931. godine.
Sv. Faustina uz pomoć svećenika Mihaela Sopoćka, dala je izraditi prvu sliku u Vilniusu, djelo poljskoga umjetnika Eugeniusza Kazimirowskog. Od tada su brojne inačice slike naslikali drugi umjetnici, uključujući popularnu izvedbu Adolfa Hyle u Krakovu. Široko se štuju u cijelom svijetu i koriste se u proslavi nedjelje Božanskog milosrđa, koja se obilježava u rimokatoličkim i nekim anglikanskim crkvama, prvu nedjelju nakon Uskrsa.
Prema Dnevniku sv. Faustine, Isus je obećao posebnu zaštitu i milosti, svakom gradu i svakoj kući, u kojima će biti izložena ova slika.

## Galerija
- Slika Božjeg milosrđa izložena u crkvi u Vilniusu.
- Papa Franjo služio je svetu misu ispred velike slike Božjeg milosrđa, djelo Adolfa Hyle.
- Slika Božjeg milosrđa, djelo Adolfa Hyle.
- Grafit slika Božjeg milosrđa.